# Prohydata povera
Prohydata povera là một loài bướm đêm trong họ Geometridae.